# Unterseeboot UB-13
Pour les autres navires du même nom, voir Unterseeboot 13.
L'Unterseeboot UB-13 est un sous-marin (U-Boot) allemand de type UB I utilisé par la Kaiserliche Marine pendant la Première Guerre mondiale. Le sous-marin a probablement été coulé par un filet de mines britannique en avril 1916.

## Conception
Après l’avancée rapide de l’armée allemande le long de la côte de la mer du Nord au début de la Première Guerre mondiale, la marine impériale allemande s’est retrouvée sans sous-marins appropriés pouvant être utilisés dans les eaux étroites et peu profondes au large des Flandres,. Le projet 34, un effort de conception commencé à la mi-août 1914, a produit la conception du Type UB I : un petit sous-marin qui pouvait être expédié par chemin de fer jusqu’à un port d’opérations et rapidement assemblé. Contrainte par les limites de taille des chemins de fer, la conception de l’UB I prévoyait un bateau d’environ 28 mètres de long et déplaçant environ 125 tonnes, avec deux tubes lance-torpilles.
L'UB-13 faisait partie du lot initial de sept sous-marins, numérotés UB-9 à UB-15, commandés le 15 octobre à AG Weser de Brême, un peu moins de deux mois après le début de la planification de la classe,.
L'UB-13 mesurait 27,88 mètres de long, 3,15 mètres de large et avait un tirant d'eau de 3,03 mètres. Il était équipé d’un seul moteur Diesel Körting 4 cylindres de 59 ch (44 kW) pour la navigation en surface, et d’un seul moteur électrique Siemens-Schuckert de 119 ch (89 kW) pour la navigation sous-marine, tous deux entraînant un seul arbre d'hélice. Ses vitesses de pointe étaient de 7,45 nœuds (13,80 km/h) en surface et de 6,24 nœuds (11,56 km/h) en immersion. À des vitesses plus modérées, il pouvait naviguer jusqu’à 1500 milles marins (2800 km) en surface avant de devoir se ravitailler, et jusqu’à 45 milles marins (83 km) en immersion avant de recharger ses batteries. Comme tous les bateaux de la classe, l'UB-13 était évalué à une profondeur de plongée de 50 mètres et pouvait s’immerger complètement en 33 secondes.
L'UB-13 avait un déplacement entre 127 et 141 tonnes, selon qu’il était en surface ou immergé. Il transportait deux torpilles de 450 mm pour ses deux tubes lance-torpilles d’étrave et était également armé d’une mitrailleuse de 8 millimètres montée sur le pont. L’effectif standard de l'UB-13 se composait d’un officier et de treize hommes du rang.

## Carrière
L'UB-13 a été commandé en octobre 1914 et a été mis sur cale au chantier naval AG Weser à Brême le 7 novembre. Une fois les travaux sur l'UB-13 terminés, il a été préparé pour l’expédition ferroviaire. Le processus d’expédition d’un bateau UB I impliquait de décomposer le sous-marin en ce qui était essentiellement un kit. Chaque bateau a été découpé en une quinzaine de sections et chargé sur huit wagons plats. En février 1915, les sections de l'UB-13 ont été expédiées à Anvers pour être assemblées, un processus qui prenait généralement deux à trois semaines. Après l’assemblage et le lancement de l'UB-13 le 8 mars, il est chargé sur une barge et emmené à travers les canaux jusqu’à Bruges où il subit des essais.

### Début de carrière
Le sous-marin a été mis en service dans la marine impériale allemande le 6 avril 1915 sous le nom de UB-13 et sous le commandement de l'Oberleutnant zur See Walter Gustav Becker, un officier de 29 ans qui commandait un sous-marin pour la première fois. Le 26 avril, l’UB-13 rejoint la flottille des Flandres (en allemand : U-boote des Marinekorps U-Flotille Flandern), qui a été créée le 29 mars. Lorsque l'UB-13 rejoignit la flottille, l’Allemagne était au milieu de sa première offensive sous-marine, commencée en février. Au cours de cette campagne, les navires ennemis dans la zone de guerre définie par l’Allemagne (en allemand : Kriegsgebiet), qui englobait toutes les eaux autour du Royaume-Uni, devaient être coulés. Les navires des pays neutres ne devaient pas être attaqués à moins qu’ils ne puissent être formellement identifiés comme des navires ennemis opérant sous faux pavillon.
Les sous-marins de la flottille des Flandres ont coulé plus de 14 000 tonnes de navires marchands en juin 1915, et le premier navire coulé par l'UB-13, le Dulcie, a contribué à près d’un septième de ce total. Le vapeur britannique Dulcie, de 2033 tonneaux de jauge brute (TJB), quittait Dunston pour Le Havre avec une cargaison de charbon lorsque Becker le torpilla à 6 milles marins (11 km) à l’est d’Aldeburgh. Un homme à bord du Dulcie a perdu la vie dans l’attaque. Le Dulcie est le seul navire coulé par l'UB-13 en juin.
Les 27 et 28 juillet, Becker et l'UB-13 coulèrent trois navires de pêche britanniques alors qu’ils patrouillaient entre 15 et 30 milles marins (28 et 56 km) au large de Lowestoft,,,. Les trois navires coulés étaient des smacks – des voiliers traditionnellement gréés avec des voiles ocre rouge — qui ont été arraisonnés, abordés par des membres d’équipage de l'UB-16 et coulés avec des explosifs,.
En réponse aux demandes américaines après que les sous-marins allemands aient coulé le vapeur Lusitania de la Cunard Line en mai 1915 et d’autres naufrages très médiatisés en août et septembre, le chef de l’Admiralstab, l’amiral Henning von Holtzendorff, a émis l’ordre de suspension de la première offensive le 18 septembre. Sa directive ordonnait à tous les sous-marins allemands de quitter la Manche et les approches sud-ouest et exigeait que toute activité sous-marine en mer du Nord soit menée strictement selon les règlements sur les prises. Le 20 février 1916, sous le commandement du Kapitänleutnant Karl Neumann, qui remplaça Becker en décembre 1915, l'UB-13 captura un navire belge nommé Z10 David Marie et le conserva comme prise. Il n’y a pas d’autres détails sur l’endroit où le Z10 David Marie a été emmené ou sur son sort final, mais d’autres navires capturés par des bateaux des Flandres ont été conduits à Zeebruges par des équipages de prise.

### Deuxième offensive sous-marine
Au début de 1916, le blocus britannique de l’Allemagne commençait à avoir un effet sur l’Allemagne et ses importations. La Royal Navy avait arrêté et saisi plus de cargaisons destinées à l’Allemagne que la quantité de cargaisons coulées par les sous-marins allemands lors de la première offensive sous-marine. En conséquence, la marine impériale allemande a lancé une deuxième offensive contre la marine marchande le 29 février. Les règles de base finales convenues par l’amiral allemand étaient que tous les navires ennemis dans la zone de guerre autoproclamée de l’Allemagne seraient détruits sans avertissement et que les navires ennemis en dehors de la zone de guerre ne seraient détruits que s’ils étaient armés. Pour éviter de contrarier les États-Unis, les navires à passagers ennemis ne devaient pas être attaqués, qu’ils soient dans la zone de guerre ou non. Le lendemain du début de la deuxième offensive, Neumann et l'UB-13 coulèrent quatre autres navires de pêche au nord-est de Lowestoft,,,,. Les quatre navires ont été arraisonnés et coulés de la même manière que les trois coulés en juillet précédent. Peu de temps après, Neumann est transféré au commandement de l'UB-2 au début du mois de mars et est remplacé par l'Oberleutnant zur See Arthur Metz, qui commande l'UB-17 depuis un mois.

### L’incident duTubantia
Peu après 2 h 30 le 16 mars, une torpille de l'UB-13 a frappé le côté tribord du paquebot néerlandais neutre Tubantia, qui était à l’ancre près du bateau-phare de Noordhinder, à environ 50 milles marins (93 km) au large des côtes néerlandaises. Le navire de la Royal Holland Lloyd (en néerlandais : Koninklijke Hollandsche Lloyd) était entièrement illuminé, avec son nom écrit en ampoules électriques entre les deux cheminées. Les appels de détresse du Tubantia ont été entendus et l’ensemble des 80 passagers et 294 membres d’équipage ont été secourus par trois navires à proximité avant que le navire ne coule. Le Tubantia est le plus grand navire neutre coulé pendant la guerre et l’un des 30 plus grands navires coulés par des sous-marins allemands.
L’Allemagne a d’abord essayé de blâmer des mines ou des torpilles britanniques, mais a cédé lorsqu’elle a été confrontée à la preuve que c’était l’une de ses propres torpilles – attribuée à l'UB-13 – qui avait coulé le Tubantia. Les Allemands, cependant, ont présenté un faux journal de bord de l'UB-13 qui ne le montrait nulle part près du Tubantia au moment de l’attaque. De plus, rapportèrent-ils, l'UB-13 avait tiré cette torpille spécifique sur un navire de guerre britannique le 6 mars, dix jours avant que le Tubantia ne soit coulé, sous son précédent commandant, le Kapitänleutnant Neumann. L’ambassadeur des États-Unis aux Pays-Bas, Henry van Dyke, écrivant dans Fighting for Peace en 1917, a qualifié cette explication d'« étonnante » et l’a tournée en dérision :

« Ce sous-marin allemand avait tiré cette torpille particulière sur un navire de guerre britannique quelque part dans la mer du Nord, dix jours avant que le Tubantia ne soit coulé. Le tir a raté sa cible. Mais la vilaine petite torpille indisciplinée a navigué dans la mer sur sa propre hélice pendant dix jours, attendant une chance de tuer quelqu’un. Puis le Tubantia arriva et la torpille errante Willy se précipita promptement, obstinément, sur le navire et le coula. C’était l’explication. L’Allemagne n’était pas à blâmer. »

Le public néerlandais était furieux de ce qu’il croyait être un acte hostile de l’Allemagne, ce qui a amené les diplomates allemands à répandre des rumeurs d’une invasion britannique imminente des Pays-Bas pour détourner l’attention indésirable.
Au milieu de tous les démentis et des querelles diplomatiques sur le naufrage du Tubantia, l'UB-13 a continué à couler des navires. Le 31 mars, au large de Southwold, Metz et l'UB-13 coulent le vapeur britannique Alacrity. Le navire de 1080 tonneaux de jauge brute naviguait sur lest à destination du port de Seaham lorsqu’il a coulé avec quatorze membres d’équipage. Douze jours plus tard, dans la région de Kentish Knock, l'UB-13 coule le navire danois Proeven. Le voilier de 276 tonneaux de jauge brute est le dernier navire coulé par l'UB-13.

### Naufrage
Dans la soirée du 23 avril 1916, l'UB-13 quitta Zeebruges pour une patrouille au large de l’embouchure de la Tamise et on n’entendit plus jamais parler de lui. L’auteur Dwight Messimer, dans son livre Verschollen : World War I U-boat Losses, rapporte que les Britanniques avaient déployé un nouveau filet anti-sous-marin explosif à la position 51° 33′ N, 2° 45′ E au petit matin du 24 avril. Il suggère qu’il était possible que l'UB-13 ait fait exploser certaines des mines de contact sur le filet, ou que le sous-marin ait heurté une mine dans l’un des nombreux champs de mines britanniques au large des côtes flamandes. Cependant, selon les auteurs R. H. Gibson et Maurice Prendergast, dans leur livre The German Submarine War, 1914-1918, l'UB-13 a accroché le câble d’ancre du chalutier armé de la marine britannique Gleaner of the Sea le 24 avril, et a été coulé à coups de charges de profondeur par le E.E.S.. Puis, pour faire bonne mesure, le destroyer britannique Afridi a fait plusieurs passages pour lancer encore des charges explosives contre le sous-marin. Quelle que soit la cause spécifique de sa disparition, les dix-sept membres d’équipage à bord du sous-marin ont été tués.

## Affectations
- Flottille des Flandres[2]: du 26 avril 1915 au 24 avril 1916

## Commandants
- Oberleutnant zur See Walter Gustav Becker : du 6 avril au 14 décembre 1915[2]
- Oblt. Karl Neumann : du 15 décembre 1915 au 11 mars 1916
- Oblt. Arthur Metz : du 12 mars au 24 avril 1916

## Navires coulés[11]
| Date            | Nom         | Nationalité    | Tonnage | Destin  |
| --------------- | ----------- | -------------- | ------- | ------- |
| 19 juin 1915    | Dulcie      | United Kingdom | 2033    | Coulé   |
| 27 juillet 1915 | Iceni       | United Kingdom | 57      | Coulé   |
| 27 juillet 1915 | Salacia     | United Kingdom | 61      | Coulé   |
| 28 juillet 1915 | Young Percy | United Kingdom | 45      | Coulé   |
| 20 février 1916 | David Marie | Belgique       | 27      | Capturé |
| 1er mars 1916   | Harold      | United Kingdom | 56      | Coulé   |
| 1er mars 1916   | Reliance    | United Kingdom | 54      | Coulé   |
| 1er mars 1916   | Trevose     | United Kingdom | 46      | Coulé   |
| 1er mars 1916   | Try On      | United Kingdom | 46      | Coulé   |
| 16 mars 1916    | Tubantia    | Pays-Bas       | 13911   | Coulé   |
| 31 mars 1916    | Alacrity    | United Kingdom | 1080    | Coulé   |
| 11 avril 1916   | Proeven     | Danemark       | 276     | Coulé   |